# エディンガー・ウェストファル核

動眼神経の起始部、中脳の断面。エディンガー・ウェストファル核は中脳水道の近く、動眼神経核の隣にある。

エディンガー・ウェストファル核（動眼神経副核、Edinger-Westphal Nucleus）は、中脳に存在する神経細胞の集団で、対光反射、遠近調節反射および近見瞳孔反射を調節する副交感性神経核である。エディンガー・ウェストファル核の神経細胞は、神経軸索（節前線維）を動眼神経中に出す。動眼神経は、中脳を出たあと眼窩内に進入し、眼球の後方に位置する毛様体神経節でシナプスする。毛様体神経節からの軸索線維（節後線維）は短毛様体神経となり眼球内に進入し、眼球内の内眼筋（毛様体筋と瞳孔括約筋）に至り、これらの筋肉を副交感性運動支配する。